# Geoff Downes

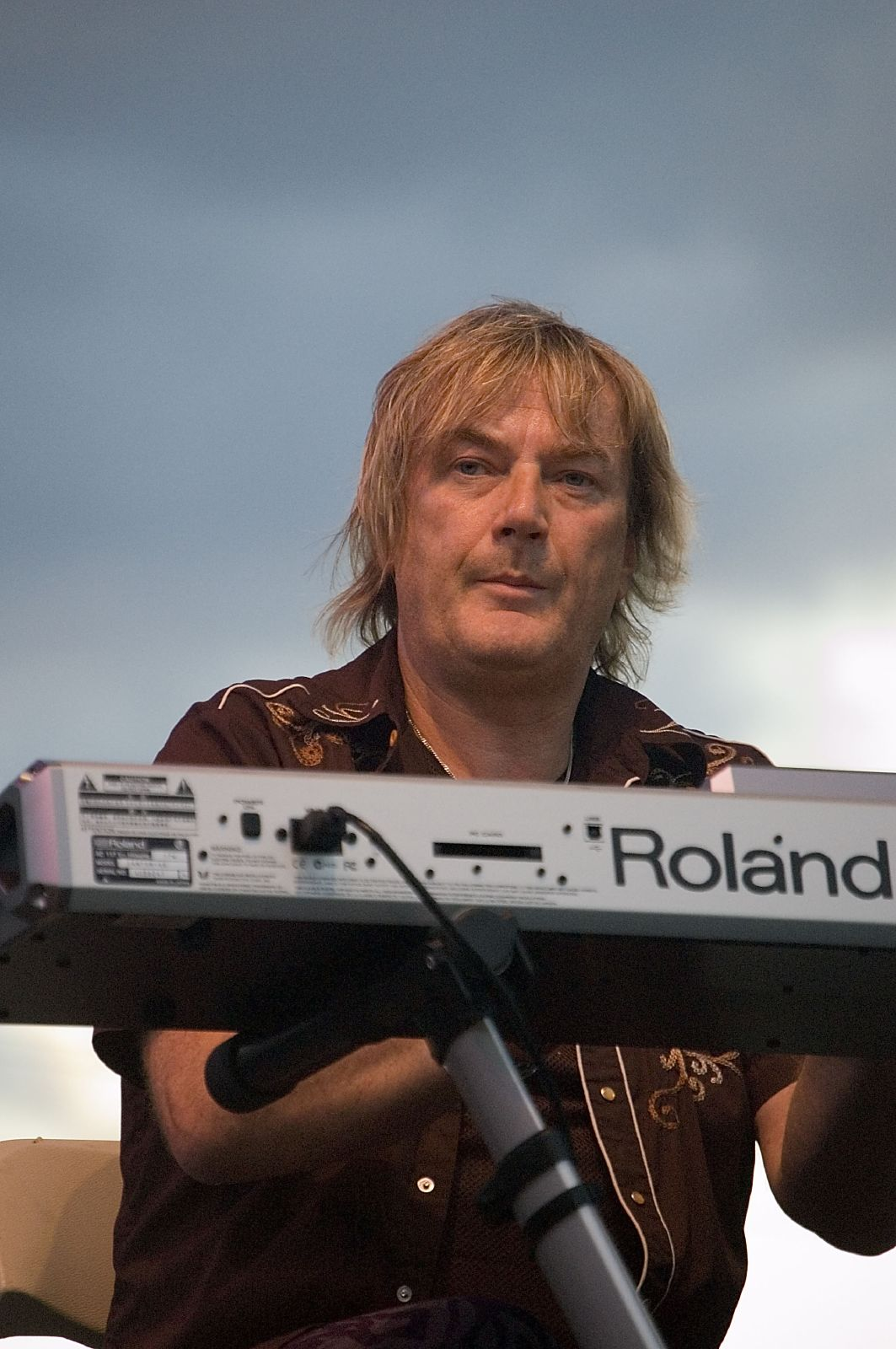
Geoff Downes

Geoffrey (Geoff) Downes (Stockport, 25 augustus 1952) is een Brits toetsenist.

## Biografie
Downes groeide op in een muzikaal gezin; vader was kerkorganist en moeder speelde piano. Hij speelde al vroeg in allerlei plaatselijke bandjes, doorliep de Stockport Grammar School en ging studeren aan het muziekcollege in Leeds. Na het afronden van die studie vertrok hij naar Londen en verdiende zijn geld voornamelijk met het schrijven en opnemen van jingles. In 1976 ontmoette hij Trevor Horn toen hij auditie deed voor de begeleidingsband van Tina Charles. De samenwerking liep uit op de vorming van The Buggles. Dat resulteerde in twee studioalbums en een reeks singles waarbij Video Killed the Radio Star de bekendste is. De single was een van de openingsvideo’s van MTV. Horn en Downes werden gevraagd Jon Anderson en Rick Wakeman op te volgen in Yes. Met Steve Howe, Chris Squire en Alan White werd Drama opgenomen. Ten tijde van het verschijnen van het album werd dat album ook een drama gevonden, de inbreng van Horn en Downes werd 'te modern' geacht. Pas later bleken Horn en Downes Yes een nieuwe impuls te hebben gegeven en bleek het album toch haar typische Yesmomenten te hebben. Na een album vertrok Downes weer; Horn werkte nog aan 90125, maar dan als muziekproducent. Yes viel na de tournee van 1980 uiteen. Downes zat niet lang stil. Inmiddels zat een beginnend Asia zonder toetsenist (ook daar was Wakeman vertrokken) en Downes trad toe en zou het enig permanent lid van die band zijn (het bleek een doorgangshuis). Het debuutalbum Asia stond wekenlang op de eerste plaats van de Billboard Album Top 200.     
Naast zijn werkzaamheden voor Asia sprong Downes overal bij. Hij maakte albums en toerde met onder andere Glenn Hughes, Greg Lake (album Ride the tiger), Trapeze (album Welcome to the real world), Kate Bush's (Sat in Your Lap). In 2005 sloot hij zich aan bij de band Alan White (oud maatje uit Yes). Voorts produceerde hij werk van Mike Oldfield, Thompson Twins en GTR (weer met Howe). Geld kwam ook binnen via royalty's uit het album Anderson Bruford Wakeman Howe (Howe recyclede sommige muziek van Asia in die band). Ook Agnetha Fältskog gebruikte een lied van hem. Downes kon moeilijk stilzitten hetgeen blijkt uit het feit dat hijzelf ook nog soloalbums maakte, samen met het volledig uit zijn toetsinstrumenten bestaande The New Dance Orchestra (vanaf 1986). In die hoedanigheid gaf hij ook concerten. In 2005 verscheen een album Icon waarop hij weer musiceerde met John Wetton (Asia). Dit liep uit op een viertal albums, maar was tevens een solide ondergrond voor het heroprichten van Asia in de originele samenstelling uit 2006. Het werd weer toeren en opnemen met deze band, doch de resultaten van de beginalbums werden niet meer gehaald. An extraordinary life van het album Phoenix vormde de inleiding van de America's Got Talent.
De laatste jaren (2006-2011) was Downes betrokken bij Icon, Asia en diverse liefdadigheidsconcerten waarbij ook The Buggles weer een keer optraden. In 2011 was hij bij de reünie van Yes, als die band onder leiding van Horn Fly from here opneemt en vervolgens gaat toeren. Vlak daarna begon hij met Chris Braide de band Downes Braide Association.

## Discografie

### Soloalbums
- The Light Program, 1987, Geffen
- Vox Humana, 1992, JIMCO/Blueprint Records
- Evolution, 1996, Blueprint Records
- Wetton Downes (demo album), 1996, Stallion Records
- Hughes/Downes: The Work Tapes, 1998, Blueprint Records
- The World Service, 2000, Blueprint Records
- Shadows & Reflections, 2003, Voiceprint Records
- The Collection, 2003, Voiceprint Records
- Live at St. Cyprian's, 2003
- White (Alan White), 2004
- Icon, 2005, Frontiers Records
- Icon Acoustic TV Broadcast (met John Wetton), 2006, Frontiers Records
- Icon Live - Never in a Million Years (met John Wetton), 2006, Frontiers Records
- Icon II Rubicon , 2006, Frontiers Records
- Icon 3 (met John Wetton), 2009, Frontiers Records
- Electronica (New Dance Orchestra met Anne-Marie Helder), 2010

### Yes
- Drama, 1980
- The Word is Live (tracks van de 1980 tour, 2005 (livealbum)
- Fly from here, Frontiers Records, 2011
- Like It Is: Yes at the Bristol Hippodrome, 2014 (livealbum)
- Heaven & Earth, 2014
- Like It Is: Yes at the Mesa Arts Center, 2015 (livealbum)
- Topographic Drama - Live Across America, 2017 (livealbum)
- Yes 50 Live, 2019 (livealbum)
- The Royal Affair Tour: Live from Las Vegas, 2020
- The Quest, 2021
- Mirror to the Sky, 2023

### The Buggles
- The Age of Plastic, 1979
- Adventures in Modern Recording, 1981

### Asia

#### Singles
- "Heat of the moment"
- "Only time will tell"
- "Days Like These"
- "Sole Survivor"
- "Don't Cry"
- "The Smile has Left Your Eyes"
- "The Heat Goes On"
- "Who will stop the Rain"
- Long Way from Home, 2005 (single)

#### Albums
- Asia, 1982
- Alpha, 1983
- Astra, 1985
- Then & Now, 1990
- Live Mockba 09-X1-90, 1991
- Aqua, 1992; Aqua Special Edition, 2005
- Aria, 1994; Aria Special Edition, 2005
- Arena, 1996; Arena Special Edition, 2005
- Archiva 1, 1996
- Archiva 2, 1996
- Now - Live in Nottingham, 1997
- Asia live in Osaka, 1997
- Asia live in Philadelphia, 1997
- Anthology—The Best of Asia 1982-1997, 1997; Anthology Special Edition, 2005
- John Wetton—Geoff Downes—Asia—UK Compilation CD, 1997
- The Very Best of Asia: Heat of the Moment (1982–1990), 2000
- The Best of Asia Live, 2000?
- Aura, 2001
- Asia Alive in Hallowed Halls, 2001
- Asia/Boston: Winning Combination, 2001
- Asia live at Budokan, 2002
- Quadra, 2002
- Anthologia, 2002/Gold, 2005
- Armada 1, 2002
- Asia live Acoustic
- Asia live at the Town & Country
- Different worlds
- Dragon attack
- History of Asia, 2004?
- Asia live in Buffalo, 2004?
- Asia live in Hyogo, 2004?
- Silent nation, 2004
- Fantasia Live in Tokyo, 2007
- Phoenix, 2008
- Omega, 2010
- Spirits in the night, 2010
- Asia at High Voltage 2010, 2010

### Ep's
- Heat of the Moment 05 (met John Wetton), 2005